# Antje Köster
Antje Köster (geboren als Antje Ahner; * 21. Juli 1964 in Hattersheim am Main) ist eine deutsche Politikerin (SPD). Von 2010 bis 2016 war sie Bürgermeisterin der hessischen Stadt Hattersheim am Main.

## Leben
Antje Köster wuchs in Hattersheim auf. Nach ihrem Abitur am Friedrich-Dessauer-Gymnasium in Frankfurt-Höchst studierte sie an der Verwaltungsfachhochschule in Wiesbaden, kombiniert mit einer Ausbildung beim Main-Taunus-Kreis. Das Studium schloss sie 1986 mit einem Diplom zur Verwaltungsfachwirtin ab. Nach dem Studium arbeitete sie beim Kreissozialamt des Main-Taunus-Kreises. Ab 1996 war sie Leiterin des Sozial-, Jugend- und Wohnungsamtes der Stadt Hochheim am Main, später auch zuständig für die dortige Wirtschaftsförderung.
Sie hat einen Sohn und eine Tochter.

## Politischer Werdegang
Nachdem der Amtsinhaber Hans Franssen (SPD) aus Altersgründen nach zwei Wahlperioden in Hattersheim am Main aus dem Amt schied, trat sie als Kandidatin zur Bürgermeisterwahl 2010 an. Im ersten Wahlgang bekam sie 46,4 Prozent der Stimmen bei einer Wahlbeteiligung von 45,5 Prozent. In der Stichwahl gegen den CDU-Kandidaten Michael Minnert wurde sie mit 56,7 Prozent bei einer Wahlbeteiligung von 42,6 Prozent der Stimmen gewählt. Bei der Bürgermeisterwahl 2016 unterlag Antje Köster im zweiten Wahlgang dem Herausforderer der CDU Klaus Schindling mit einem Unterschied von 97 Stimmen und schied im September 2016 aus dem Amt.